# Sclerothamnopsis
Sclerothamnopsis is een geslacht van sponsdieren uit de klasse van de Hexactinellida.

## Soorten
- Sclerothamnopsis compressa Wilson, 1904
- Sclerothamnopsis schulzei Ijima, 1927